# Метеорологічний корабель

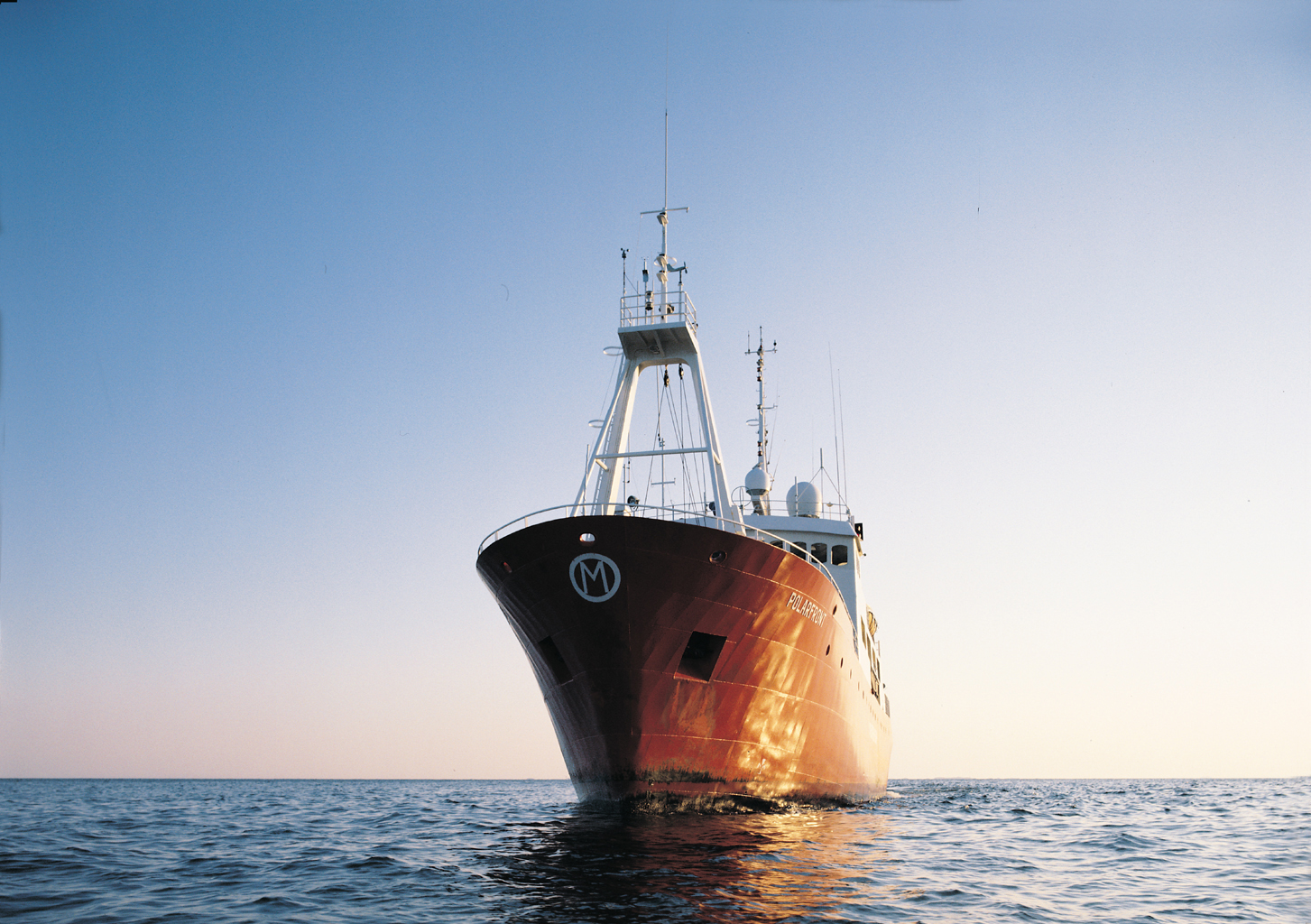
Метеорологічний корабель MS Polarfront у морі

Метеорологічні кораблі — кораблі для наземних та верхніх метеорологічних спостережень для використання в прогнозуванні погоди. Вони в основному були розташовані на півночі Атлантичному і північній частині Тихого океанів, повідомляючи по радіо метеорологічні дані. Судна допомагали в пошуково-рятувальних операціях, підтримували трансатлантичні перельоти. виступали як дослідницька платформа для океанографії, моніторингу забруднення моря, а також сприяння прогнозу погоди синоптиками. Дослідницькі судна продовжують активно використовуватися в океанографії, включаючи фізична океанографія та інтеграцію метеорологічних і кліматологічних даних у науках про систему Землі.
Ідея стаціонарного метеорологічного корабля була запропонована ще в 1921 році Météo-France для підтримки судноплавства та приходу трансатлантичної авіації. Вони використовувалися під час Другої світової війни, але не мали засобів оборони, що призвело до втрати кількох кораблів і багатьох життів. Загалом, створення метеорологічних кораблів виявилося настільки корисним для Європи та Північної Америки під час Другої світової війни, що Міжнародна організація цивільної авіації (ICAO) у 1948 році створила глобальну мережу метеорологічних кораблів - 13 кораблів (з Канади, США, Західної Європи). Згодом це число було скорочено до дев'яти. Угода про використання метеорологічних кораблів міжнародною спільнотою завершилася в 1985 році.
Спостереження метеорологічних суден виявилися корисними в дослідженнях вітру та хвиль, оскільки комерційне судноплавство, як правило, уникало погодних систем з міркувань безпеки, тоді як метеорологічні кораблі цього не робили. Вони також були корисні в моніторингу штормів на морі, таких як тропічний циклон. Починаючи з 1970-х років, їх роль значною мірою була замінена дешевшими погодними буями. Вилучення метеорологічного корабля стало негативним фактором у прогнозах, які передували Великій бурі 1987 р.. Останнім метеорологічним кораблем був Polarfront, відомий як метеостанція M («Майк»), який було вилучено з експлуатації 1 січня 2010 року. Спостереження за погодою з кораблів продовжуються за Програмою добровільних спостережень з кораблів, що знаходяться у звичайній комерційній експлуатації.

## Інтернет-ресурси
- British Ocean Weather Ship Newsreel from 1947
- Site dedicated to weather ships